# بيت القحيطي (المحويت)

تعديل مصدري - تعديل

بيت القحيطي هي إحدى قرى عزلة الوسط بمديرية المحويت التابعة لمحافظة المحويت، بلغ تعداد سكانها 165 نسمة حسب تعداد اليمن لعام 2004.